# トゥスグレ山
トゥスグレ山（トゥスグレさん、スペイン語: Cerro Tuzgle）は、アルゼンチン北西部のフフイ州に存在する成層火山である。また、アンデス山脈の背弧地域における火山の中では最大の規模を持ち、山脈内の主要な火山弧からは東へおよそ275キロメートル離れている。火山はカルデラや溶岩ドームの形成を含むさまざまな段階を経て成長した。火口からは過去にイグニンブライトや数多くの溶岩流が噴出し、山体崩壊の痕跡も確認されている。
トゥスグレ山の火山活動はおよそ65万年前に始まり、完新世に至るまで続いていたと考えられている。現在は活動を停止しているものの、アルゼンチン政府はトゥスグレ山を国内でも危険度の高い火山の一つとみなしている。20世紀には山頂付近に築かれた鉱山で硫黄の採掘が行われていた。また、火山周辺のいくつかの場所では温泉が湧き出ており、地熱発電を含む地熱エネルギーを活用した資源開発の取り組みも進められている。

## 地理と地形
トゥスグレ山はアルゼンチンのプーナの東端近くに位置する火山である。行政上はフフイ州ススケス・デパルタメントに属している。トゥスグレ山から45キロメートルの距離にサン・アントニオ・デ・ロス・コブレスの町があり、75キロメートル離れたところにはススケスの町がある。一方でサルタとサン・サルバドール・デ・フフイまではそれぞれ280キロメートルと170キロメートル離れている。トゥスグレ山の山容は州道74号線から眺望することができ、火山の北西にはセイ（Sey）と呼ばれる地域がある。火山はトゥスグレ山の他に、トゥフレ（Tujle）、トゥグレ（Tugle）、あるいはトゥグレル（Tugler）と呼ばれることもあるが、これらの名前はクンサ語で「小山」を意味する言葉に由来しており、火山の外観を表現したものになっている。
トゥスグレ山は単純な火山円錐丘であり、アンデス山脈の背弧地域に存在する火山としては最大のものである。火山の範囲は標高5,486メートルの山頂から標高3,700メートル付近の火山周辺の一帯まで広がっており、保存状態の良い成層火山の山体部分は1,200メートルの高さを持っている。また、火山の山頂近くには0.5平方キロメートルの台地状の地形がある。山は時折雪に覆われることがあり、凍結破砕作用によって構造土や岩石原が形成されている。1926年の報告によれば、当時の山頂には火口湖が存在していた。
山頂に存在する東西に伸びる3つの割れ目火口は南から南西方向に流れ出た黒い溶岩流の発生源であり、高さ1メートルから2メートルのスコリアでできた尾根に沿って走っている。火山円錐丘を作り出したこれらの溶岩流は塊状の岩石と結晶質に富んでおり、さまざまな姿をしている。トゥスグレ山には見た目の新しい非常に多くの溶岩流が流れ下っており、南側の斜面ではその中でも特に保存状態の良いものを目にすることができる。より古い溶岩流は火山から9キロメートル離れた場所まで到達している。また、長さ1.25キロメートルに及ぶ崖がトゥスグレ山の北西の山腹を横切り、2つの溶岩流のユニットを分けているが、この崖は恐らく山体の扇型の外周が局所的に崩壊してできたものだとみられている。さらに、火山の南側の山腹に位置する窪地の存在も北西方向へ崩壊を起こした証拠である可能性がある。一方で火山の西側の山麓には寄生火山の火口が存在する。
トゥスグレ山は地殻変動によって南北方向に18キロメートル、東西方向に10キロメートルにわたり沈降した窪地状の土地に北側へ傾くように築かれており、この沈降地帯は南北に走る正断層と2つの地塁によって周囲と区切られている。また、火山が存在する一帯は内陸流域であり、地域内の水系は最終的に塩原に行き着く。火山の西側にはケブラーダ・アグアス・カリエンテス（ケブラーダは「渓流」を意味する）が流れ、東側にはケブラーダ・デ・チャルコスが流れている。後者は火山の北側でケブラーダ・ロス・チャルコスとなり、ケブラーダ・アグアス・カリエンテスに合流する。火山の周辺の水系は周囲の尾根状の地形の影響によって北方向への流れに集中しており、谷底の湧水を水源とする恒久的な河川も存在する。ケブラーダ・アグアス・カリエンテスからは炭酸塩堆積物と好熱性藻類の存在が報告されている。一方で火山の南東には泥炭地と湖の複合地帯が存在する。
トゥスグレ山にはすでに放棄された複数の小規模な硫黄鉱山が存在する。これらの鉱山の中には西側の斜面の標高5,000メートルから5,350メートルに位置するラ・ベティと呼ばれていた鉱山があり、1939年の時点ではそこに7つの硫黄の露頭が存在した。また、当時は山頂付近までトラックの通行が可能な道路が建設されていた。今日の登山では火山の南西側から伸びているかつての鉱山の道を標高5,000メートル付近まで四輪駆動車で登ることによって4時間から5時間程度で登頂することが可能である。

## 地質

### 広域的特徴

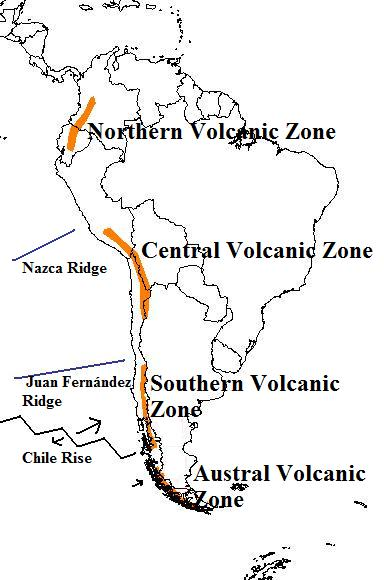
アンデス火山帯を構成する4つの火山帯を示した地図

太平洋のナスカプレートが南アメリカ大陸の西側の海岸に沿ってペルー・チリ海溝の南アメリカプレートの下に年間6.7センチメートルの速度で東北東の方角へ沈み込んでいる。この沈み込みの運動がアンデス山脈で火山活動が発生する要因となっており、アンデス山脈では4つの火山帯（北部火山帯、中部火山帯、南部火山帯、アウストラル火山帯）に分かれたアンデス火山帯が形成されている。
中央アンデスは活火山弧のあるオクシデンタル山脈、広大なアルティプラーノ＝プーナの高原地帯、そしてオリエンタル山脈の3つの区域に細分される。標高の高い高原地帯はアンデス山脈の地殻運動に伴う地殻短縮によって始新世から漸新世の間に形成され始めた。火山活動域はオクシデンタル山脈とアルティプラーノ＝プーナの高原地帯の間に分布しており、これらの地域では横ずれ断層と衝上断層が上昇するマグマの経路の形成に関与している。
この地域におけるテクトニクスは時間とともに変化しており、今日ではトゥスグレ山はより北方の傾角の急な沈み込み帯とより南方の傾角の浅い沈み込み帯を分けている移行帯のちょうど北端に位置している。中新世から鮮新世にかけて下部地殻が破壊されたことで地域内の隆起と大規模な火山活動を引き起こした新たなマグマの注入が促され、同じ時期にいくつかの小規模なアンデスの山系とオリエンタル山脈が形成された。その後、鮮新世の間に沈み込みがより急角度になり、火山活動が西へ移動した。そしてテクトニクスが東西方向の圧縮と隆起から東西方向の圧縮と南北方向への拡大に変化したのに伴い、地域内に残存していた火山活動による生成物も変化した。火山の活動域も時間とともに変化し、1715万年前から530万年前まではプーナの全域で火山活動が起きていたのに対し、150万年前以降はプーナの中央部から東部に活動が集中している。この2つの段階の間には堆積作用が起こり、パストス・チコス累層が形成された。

### 地域的特徴
トゥスグレ山は中部火山帯の背弧の一部であり、主要な火山弧からおよそ275キロメートル東に位置している。また、背弧における第四紀の火山の中では最大のものである。トゥスグレ山の存在する背弧地域におけるその他の火山円錐丘には、それぞれ78万年±10万年前と20万年±15万年前に噴火したサン・ヘロニモとネグロ・デ・チョリージョス、150万年前から50万年前にかけて噴火したトコマル、そしてアグアス・カリエンテス・カルデラがある。これらの火山はすべてトゥスグレ山の南に位置している。

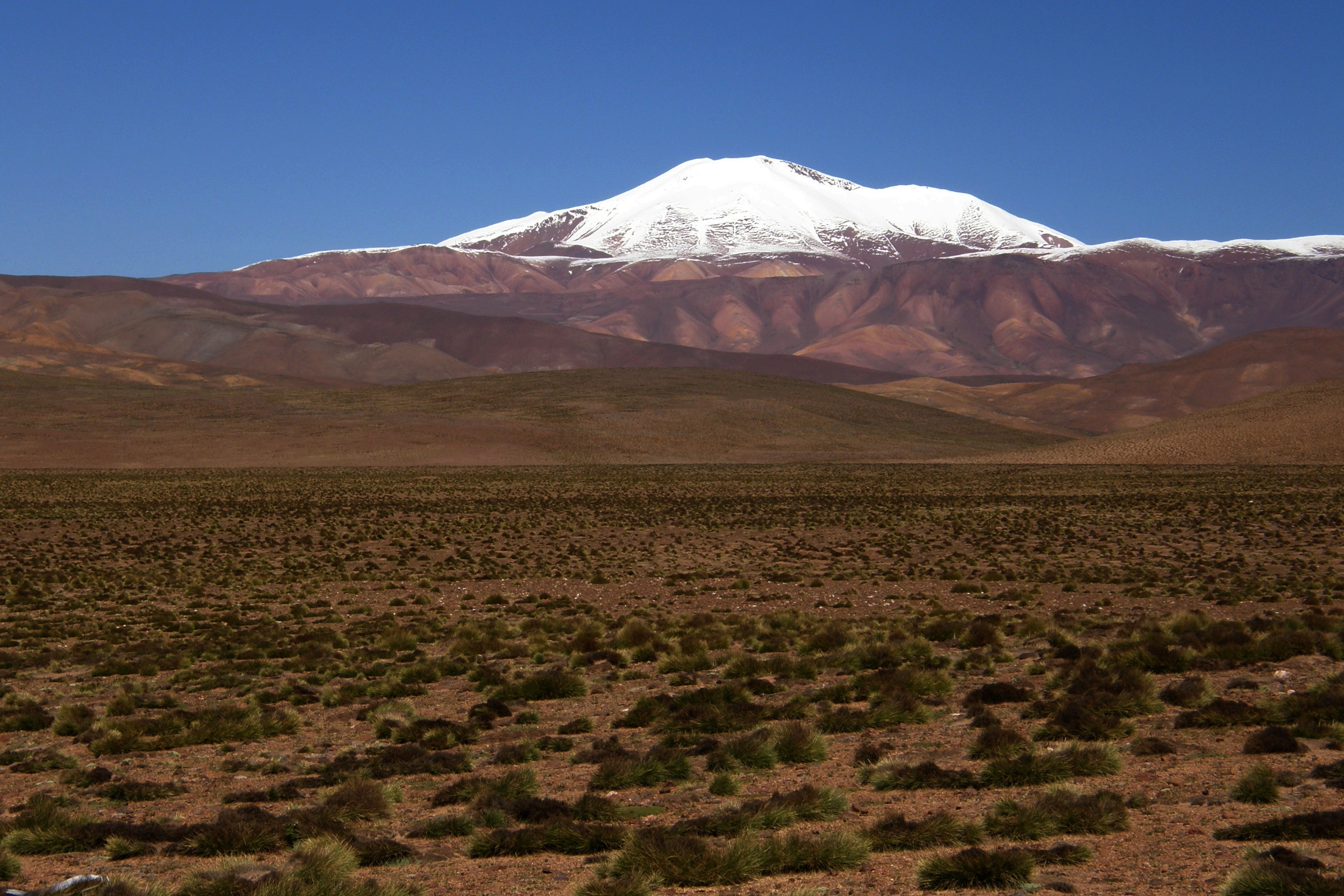
トゥスグレ山の南西に位置するネバド・ケバ（6,140m）

トゥスグレ山周辺の地域内にはアグアス・カリエンテス・カルデラやネバド・ケバなどの火山から噴出した中新世から鮮新世にかけての火山岩が広く分布している。より古い時代の岩石はオルドビス紀のファハ・エルプティバ累層に含まれており、地殻全体の厚さは55キロメートルから60キロメートルに達する。基盤岩はプンコビスカナ累層などのカンブリア紀と先カンブリア時代に起源を持つ変成岩から成っている。また、カラマ＝オラカパト＝エル・トロ線と呼ばれる地殻変動に伴う大規模なリニアメントがトゥスグレ山付近を通過しているが、このリニアメントはチリの前弧から山脈を越えてアルゼンチン側のアンデス山脈の前縁まで達しており、プーナの北部と南部を分けている。この2つの地域では火山活動の分布と歴史が異なっており、他にも同様の断層がアンデス山脈を横断している。このカラマ＝オラカパト＝エル・トロ線は多数の支脈に分岐している横ずれ断層であり、そのうちのいくつかは第四紀における活動の痕跡を残している。また、地震の発生源として活動する可能性もある。アンデス山脈における断層運動は通常正断層の形で起こっており、トゥスグレ山以南でのみ横ずれ断層が部分的に見られる。これらの断層の多くに沿って起こる地殻運動はトゥスグレ山ではマグマ溜まりと火道を塞ぐ形で働き、その結果としてトゥスグレ山の火山活動を妨げている。
重力測定と磁気探査によって深さ8キロメートルから22キロメートルの間に部分的に溶融したマグマ溜まりの存在が確認されており、その中には塩性の流動体も含まれている。一方で地震波トモグラフィーはトゥスグレ山から200キロメートルの深さまで沈み込んでいるスラブ（沈み込む海洋プレート）の中で地震波の速度が異常に低い領域を特定している。

### 組成
トゥスグレ山は主に安山岩とデイサイトを噴出しており、これらは連続的に変化する組成と斑状組織を持つ結晶質とカリウムに富んだカルクアルカリ系列の岩石から成っている。火山の岩石は長石と石英の大きな斑晶、そして角閃石、単斜輝石、カンラン石、斜方輝石の小さな斑晶を含んでいる。捕獲岩と捕獲結晶も見つかっており、黒雲母、サニディン、ジルコンの存在も報告されている。ケブラーダ・アグアス・カリエンテスでは方解石、玉髄、オパールからなる珪華が産出する。一方で温泉ではセシウムに富む毒鉄鉱のような鉱物も発見されている。また、岩石の単元によって斑晶の構成や微量元素の組成が異なっている。トゥスグレ山の岩石は中央アンデスの背弧では最も多様な火山岩から成っているが、その中でも特に珍しい鉱物はセシウムを含んだ毒鉄鉱である。
トゥスグレ山のマグマの起源については苦鉄質マグマの分化と結晶作用を伴うマグマの混合プロセスがその説明に用いられている。火山の本源マグマはマントルと地殻に起源を持っており、地殻起源のマグマは地殻深部でマントル由来のマグマと混合した。これらのマグマの地殻成分はもともとは地殻上部からもたらされたものであり、この地殻の上部部分は地殻運動の過程で地殻下部に到達した。また、このマグマの混合段階では分別結晶作用も起こった。その後、上昇したマグマは地殻内に蓄積され、地表に噴出するか上昇してくるさらなる苦鉄質マグマと同化した。

## 気候と生物

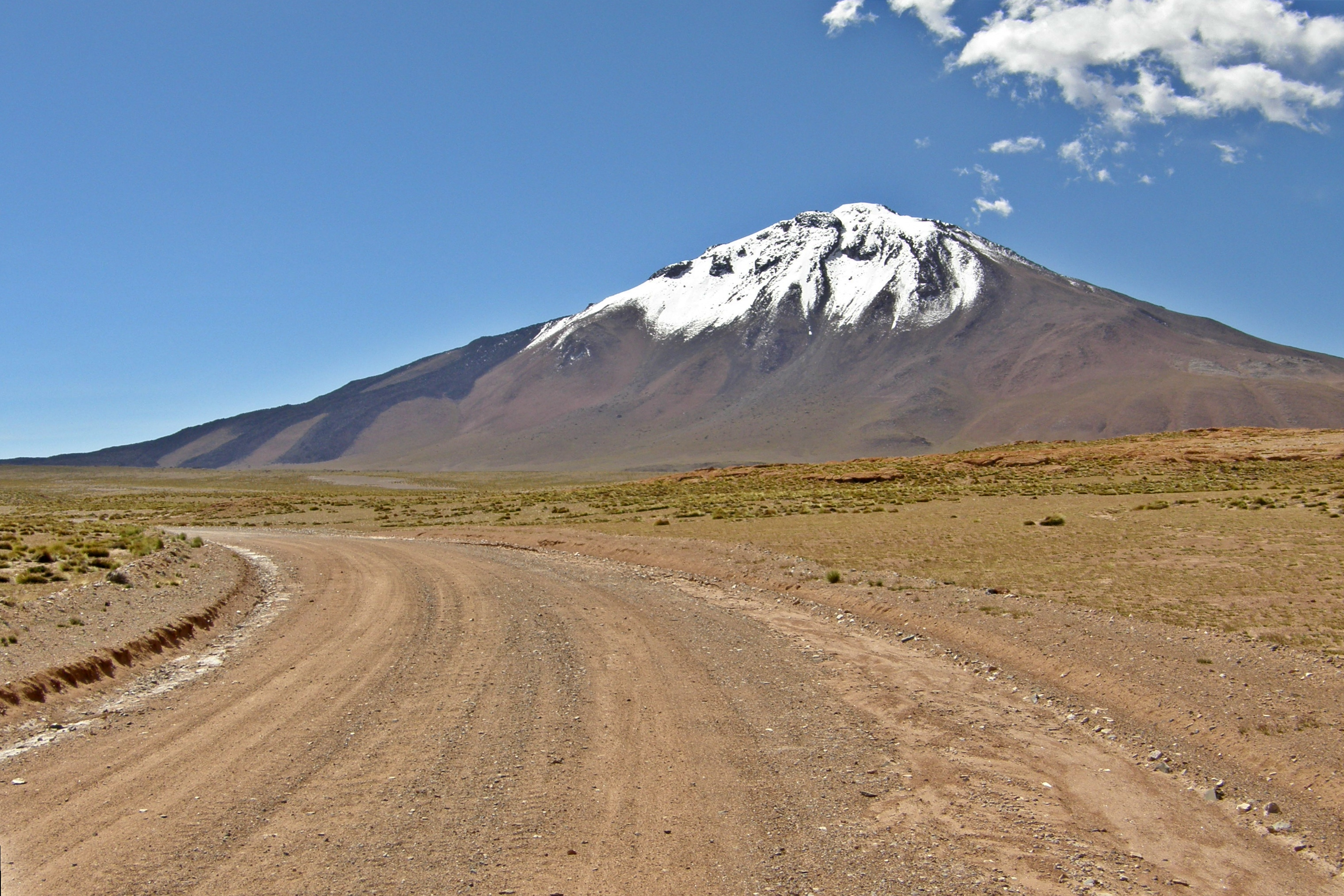
頂上付近に雪を頂いているトゥスグレ山

トゥスグレ山の気候は標高が高いために寒冷であり、火山の周辺地域における風は主に西から吹き、風速は毎秒2メートルから20メートルに達する。降水のほとんどは夏季の10月から3月の間にもたらされ、一方の冬期は強風が吹き、日射量が多く雲量と降水量に乏しい。1939年の報告によれば、当時のトゥスグレ山ではしばしば激しい雷雨や降雪が見られた。
トゥスグレ山の周辺地域は乾燥地帯であり、年間降水量は100ミリメートルに満たない。これはこの地域がアンデス山脈内の乾燥ダイアゴナル（南アメリカ大陸で北北西から南南東にかけて斜めに横切る乾燥帯）の一部であり、オリエンタル山脈が湿気を含んだ風をプーナに到達するのを妨げているためである。このわずかな降水は夏のモンスーンの時期に大西洋とアマゾン方面からもたらされている。また、太平洋上を横断する偏西風に乗って移動してくる寒冷前線も降水に影響を与えている。降水量はエルニーニョ・南方振動による影響を受けており、エルニーニョは干ばつをもたらし、ラニーニャはより湿潤な気候をもたらす。
トゥスグレ山周辺の植生はまばらであり、Parastrephia lepidophylla（キク科の種）、Vachellia caven（マメ科の種）、およびヤレータなどが生育している。また、チンチラ属、コンドル、オオバン属、ダーウィンレア、カモ、ワシ、クイ属、グアナコ、リャマ、アルパカ、ビクーニャなどの動物も生息している。さらに火山周辺の小川ではトリコミクテルス属の魚も発見されている。泥炭地では、Oxychloe andina、Distichia muscoides（以上、イグサ科の種）、Zameioscirpus muticus（カヤツリグサ科の種）などの植物が支配的である。このトゥスグレ山周辺の泥炭地は完新世における地域内の気候変動の調査にも利用されており、調査の結果、過去1800年間は湿潤な時期と乾燥した時期が交互に繰り返され、そのうち過去130年間については比較的乾燥した時期であることが明らかとなっている。

## 噴火の歴史
トゥスグレ山は更新世から完新世にかけて活動した火山であり、その火山活動は多くの段階に分かれて起こった。また、1つの例外を除き火山の溶岩流の大半は部分的に劣化しており、風に運ばれた物質の下に埋もれている。
最初の活動では0.5立方キロメートルの流紋岩質のイグニンブライトが噴出し、当時の地形の上を北に流れ、厚さ80メートルの台地を形成した。この一様なイグニンブライトは黄白色をしており、堆積したイグニンブライトの中層部分と上層部分は軽石を含み、下層部分は石質岩片を含んでいる。この活動が起こった年代は65万年±18万年前と推定されており、恐らく今日ではトゥスグレ山の下に埋もれている小規模なカルデラから噴出したと考えられている。このカルデラの縁には総体積がおよそ3.5立方キロメートルのデイサイト質の溶岩ドーム群が形成されており、"Old Complex" と呼ばれる構造を形作っている。この "Old Complex" はおよそ30万年前の噴火によって形成された。これらの溶岩ドームは火山の北、南、および南東側で露出しており、赤褐色から薄い灰色をしている。溶岩流の構造は均質であり、流動構造や層状構造をその特徴としている。

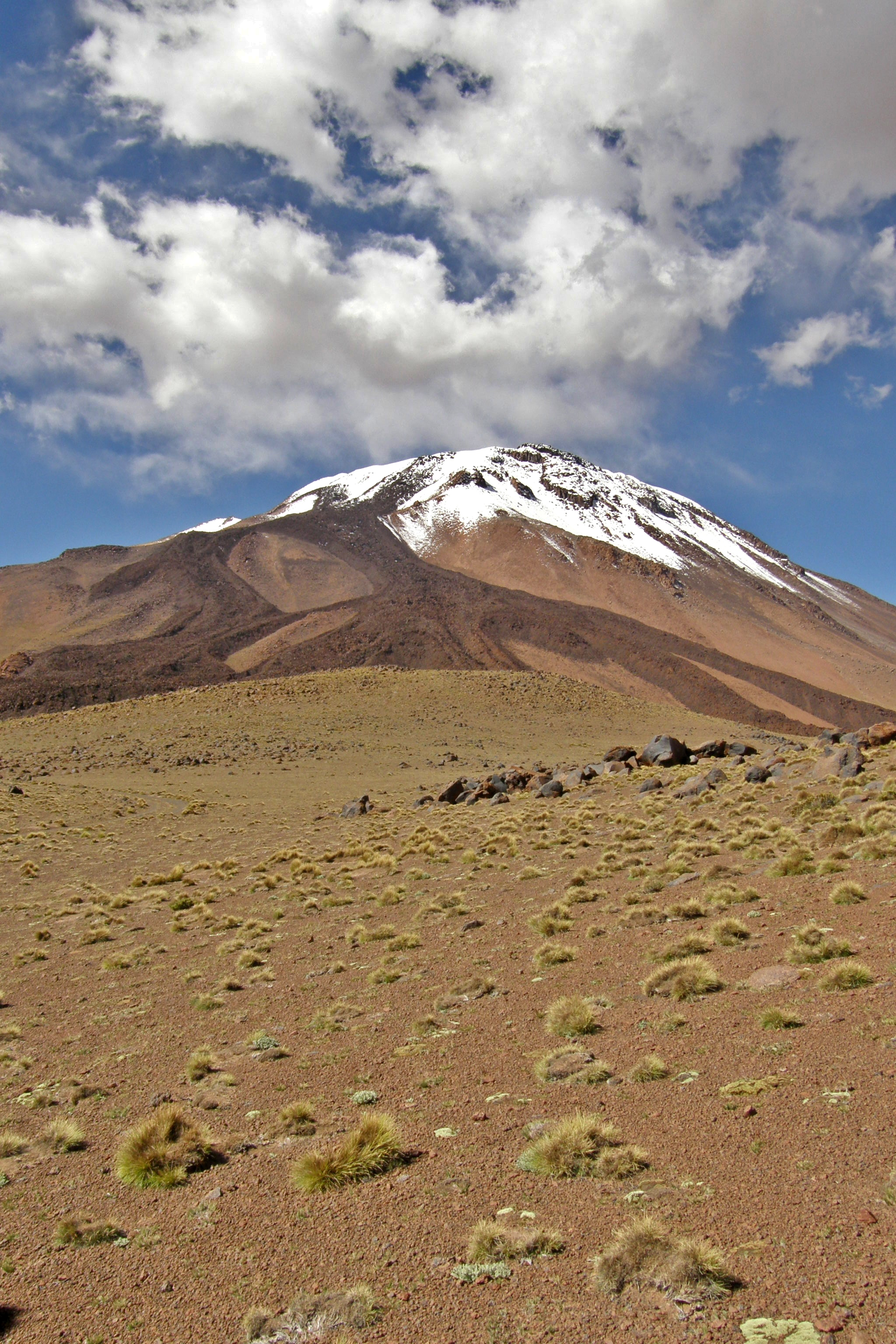
トゥスグレ山の南西側の斜面。中央部分に比較的新しい時期に形成された暗色の溶岩流が見える。

その後の火山活動の推移については2つの説が提案されている。最初のものは以下の通りである。
- 安山岩質の溶岩流が部分的に溶岩ドームを覆い、"Pre-platform" ユニットを形成した[3]。これは30万年±100万年前のものである[1]。

- その後、苦鉄質安山岩の溶岩がカルデラを埋めた。これはより高い場所で目立つ "Platform" ユニットを形成した[3]。

- さらに北西から南東方向に走る断層が火山を分断し、これらの断層に沿って "Postplatform" ユニットと "Young Flow" ユニットが噴火によって形成された[3]。この時期のラタイト（英語版）の溶岩流の年代は10万年±10万年と10万年±30万年のものである[21]。また、"Young Flow" ユニットは完新世か更新世から完新世にかけてのものとみられ[1]、多様な若い溶岩流がその特徴を成している[65]。

しかし、2014年には地質学者のジャンルカ・ノリニらによって以下の大幅に異なる説が提案されている。
- 最大で厚さ30メートルに達する濃い灰色から赤褐色の範囲の色彩を持つ巨大な溶岩流の6つのユニットが "San Antonio Synthem" （Synthemは不整合境界単元として用いられている単元名[66]）を形成した。このユニット群は火山の南側と北西側で露出しており、この火山活動の段階ですでに大規模な地形学的特徴を有していた。この段階に起因する噴火堆積物によって形成された扇状地はトゥスグレ山の北側で12平方キロメートルの面積を覆っている[64]。また、この扇状地は恐らく火山体が大規模な崩壊を起こした際に形成されたとみられ、この時の崩壊は火山の体積のおよそ0.5立方キロメートルを除去し、北西側の山腹に崖を作り出した[67][68]。

- その後、浸食の段階を経て "Azufre Synthem" が山頂周辺に形成された。"Azufre Synthem" は、最大で厚さ15メートルに及ぶ濃い灰色から赤褐色をした複数の巨大な溶岩流から成っている。これらの溶岩流は熱水変性を受けているものもあり、火山の硫黄鉱床はこの Synthem の形成と関連がある[11][67]。

- 火山の断層運動と熱水変性は "Azufre Synthem" が形成された後に起こった[19]。また、13のユニットに分かれたアア溶岩と塊状溶岩の溶岩流が "Tuzgle Synthem" を形成している。これらの溶岩流はトゥスグレ山の火山活動における最終段階の生成物であり、溶岩流の厚さは30メートルに達する[11][注 11]。最後の噴火に続いて硫気活動の段階があり、この活動によって硫黄が堆積した[69]。

"Old Complex" が3.5立方キロメートルの体積を持つ一方で、これ以降に形成されたユニットの体積の合計は0.5立方キロメートル程度に過ぎない。トゥスグレ山における噴出物は、火山の歴史の初期に高温によって地殻が溶融して形成された大量のイグニンブライトやデイサイトから、脆性断層を経由して噴出したより容量の少ない苦鉄質マグマへ移行する傾向にある。また、サン・アントニオ・デ・ロス・コブレスの東に堆積しているテフラはトゥスグレ山に起源を持っている可能性がある。
現在のトゥスグレ山は活動を停止している。しかし、アルゼンチンの地質調査機関であるアルゼンチン地質鉱業調査所（SEGEMAR）はトゥスグレ山をアルゼンチン国内でも危険度の高い火山の一つとみなしており、その危険度を38の火山中11位としている。トゥスグレ山の周辺地域に人はほとんど居住していないものの、トゥスグレ山における過去の山体崩壊の存在は、この地域における鉱山業や地熱エネルギーの開発への取り組みが将来の同様の出来事によって危険にさらされる可能性があることを示唆している。

### 地熱活動
山頂から北西へ6キロメートルに位置するアグア・カリエンテ・デ・トゥスグレと、南南東へ6キロメートルに位置するミナ・ベティには温泉が存在する。どちらの温泉も塩化物を含むアルカリ性の水を放出しており、それぞれの水温は40 °Cから56 °Cと21 °Cである。アグア・カリエンテ・デ・トゥスグレはガスも放出しており、湯の花が堆積している。トゥスグレ山の南西に位置するアントゥコ温泉はトゥスグレ山から熱の供給を受けている可能性がある。これらの温泉やトゥスグレ山周辺の他の温泉は火山周辺の尾根にもたらされる降水によって再充填されている。地中の大規模な割れ目系が水の流れを制御し、地表に到達する水の経路を提供する深く切れ込んだ谷に近接して水が湧き出ている。また、地中の深部における水温は200 °Cを超えている。

## 資源活用

### 観光
トゥスグレ山周辺の主要道路に近いポンペジャやトコマルなどの温泉は観光資源として活用できる可能性がある。トゥスグレ山自体も登山の対象として適していると考えられ、経験を積んだ登山家であればほとんど困難を伴わずに登頂することが可能である。また、山頂からは近隣の複数の火山やネバド・デル・チャーニの尾根を眺望することができる。1999年に人類学者のマリア・コンスタンサ・セルティは、積み上げられた岩や高い壇状の構造物からなる高地における典型的なインカの儀式用の聖域を山頂部で発見したと報告している。

### 鉱業

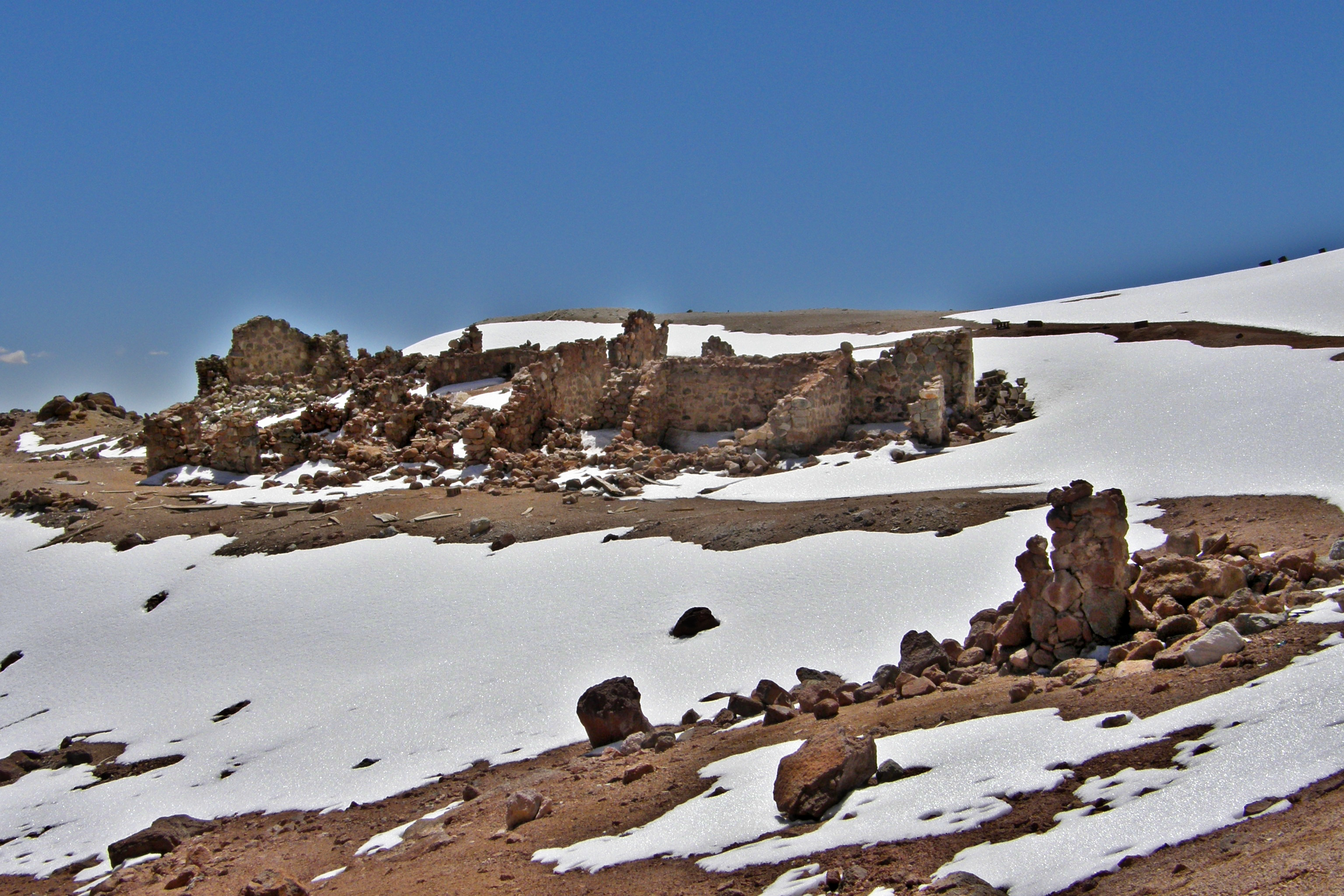
トゥスグレ山の硫黄鉱山の廃墟

トゥスグレ山では1924年に初めて硫黄が発見されたが、すぐには採掘されなかった。ラ・ベティの鉱山の採掘権は1933年に認可されたが、山頂周辺に計画されていた他の2つの鉱山については1939年になっても認可が下りなかった。硫黄処理に必要な機器類は火山の南南東に設置され、その場所はオホ・デル・トゥスグレと呼ばれた。硫黄はラバかトラックでオホ・デル・トゥスグレへ運ばれ、オホ・デル・トゥスグレで湧き出ている泉は採掘活動のための水源として利用された。しかし、鉱山は標高が高く低温で吹雪に見舞われることも多かったため、1年のうちで採掘作業（特に露天掘り）がほとんど不可能な時期が存在した。

### 地熱利用
1970年代から1980年代にかけて多くの企業が地熱発電の可能性を求めてこの地域を調査した。これらの企業は2つの重なり合っている地熱貯留層の存在を明らかにした。そのうちのひとつは深さ50メートルから300メートルの古いイグニンブライトの層、もうひとつは深さ2キロメートルのオルドビス紀の岩石層である。当初、これらの層は2008年と2016年に別々の地熱系だと確認されるまではトコマルからトゥスグレ山にかけて続く共通の地熱系であると考えられていた。アルゼンチンとチリを結ぶ主要な送電線が地域内を通過しており、この送電線や地元の鉱山がオラカパトやサンアントニオ・デ・ロス・コブレスの町とともに地熱発電の市場を提供する可能性がある。また、複数の民間企業がこの開発に関する実現可能性の調査を進めている。潜在的な電力は28メガワットから34メガワットと見積もられているものの、2020年現在これらの資源開発に向けた進展は見られない。他には地熱の噴出孔を鉱物の採取場や温泉として利用する可能性も残っている。その一方で人間の活動によって敏感な生態系が脅かされるのではないかという懸念の高まりも指摘されている。